# Fogo e Glória
Fogo e Glória é um álbum ao vivo, sendo o segundo do cantor cristão irlandês David Quinlan. O disco tem características da chamada adoração extravagante, tendo espontâneos e canções longas.

## Faixas
1. "Instrumental espontâneo"
2. "Canção da alegria"
3. "Espírito, Espírito Santo"
4. "Mistura espontânea: Tudo está em Ti; Um abismo chama por outro; Profecias instrumentais"
5. "Que amigo encontrei"
6. "Jesus, amado da minha alma"
7. "Essência da adoração"
8. "Contigo quero estar"
9. "Cantarei do teu amor para sempre"
10. "Instrumental espontâneo"